# Tranaquepe
Tranaquepe es una localidad de la comuna de Tirúa, VIII Región del Biobío, Chile.

## Coordinadora Arauco-Malleco
Tranaquepe es conocida por ser la localidad donde se realizó el encuentro de Tranaquepe, entre comunidades mapuche, que derivó en la formación de la Coordinadora de Comunidades en Conflicto Arauco-Malleco. En consecuencia, como parte del conflicto en la Araucanía, se han perpetrado una serie de ataques incendiarios en la localidad en los años posteriores y durante todos los años 2010, algunos de ellos atribuidos por dicha organización, especialmente los dirigidos a empresas forestales. Asimismo, fue incendiada una escuela rural como parte de los incidentes de 2020, dentro de una seguidilla de incendios intencionales a escuelas de la zona.